# Jesus Christus Erlöser
Jesus Christ Saviour è un documentario del 2008 diretto dal regista Peter Geyer, su uno spettacolo teatrale di Klaus Kinski ispirato alla vita di Gesù Cristo.
Il film è stato presentato in anteprima in Italia il 12 giugno 2009 al Biografilm Festival di Bologna.